# TCS Canal 4
Canal 4 é um canal de televisão de El Salvador, tendo como proprietário a TCS (Telecorporación Salvadoreña) e tem uma grade de programação que, igualmente aos demais canais do grupo TCS, transmite uma programação conjunta, a qual começa às 5:25 da manhã com o Hino Nacional de El Salvador, logo depois segue a programação da TCS e termina à 1:00 da manhã. Este canal é especializado em esportes, mas também exibe novelas brasileiras, jornais e alguns programas variados.

## Campeonatos e Esportes da programação
- Futbol Español
- Partidos de clubes salvadoreños en la CONCACAF Liga Campeones
- Clasificación para la Copa Mundial de Fútbol de 2014
- Juegos de la Selecta
- FA Cup
- Primera División de El Salvador
- Primera División de México
- UEFA Champions League
- UEFA Europa League
- Moto GP

## Ligações Externas
- Site oficial
- Site da oficial da TCS